# تروستیان
تروستیان (به لاتین: Trostian) یک کوه در اوکراین است که در استان لووف واقع شده‌است. تروستیان ۱٬۲۳۲ متر بالاتر از سطح دریا واقع شده‌است.